# عبد الجبار اليحيى
عبد الجبار بن عبد الكريم اليحيى (1931- 2014)، فنان تشكيلي وكاتب ومترجم وناقد فني سعودي، يُعد من رواد الفن التشكيلي في السعودية، ومن مطوري الفن المحلي، وأحد المؤثرين في حركة الفن التكعيبي والرمزي في المملكة، وهو أول فنان تشكيلي سعودي نظمت له الجمعية العربية السعودية للثقافة والفنون معرضًا شخصيًا عام 1974، وذلك بعد أن أقام معرضه الأول عام 1971 في حي سكني، وهو أول محرر تشكيلي في الصحافة السعودية، إذ كان محررًا ومشرفًا على صفحة الفن التشكيلي في صحيفة المدينة، وهو أيضًا أول تشكيلي سعودي يشارك في معرض لمجموعة من الفنانين خارج المملكة  عام 1952، أسس مع آخرين جماعة ألوان للفنون التشكيلية، وكان يرأس مجلس إدارتها.

## نشأته وحياته
ولد عبد الجبار اليحيى في مدينة الزبير بالعراق عام 1931، وفيها عاش طفولته وانطلق من خلال أربعة مصادر كان لها تأثير في مسيرته الفنية أولها مشاغبته بقطع الفحم الأسود على جدران منزله وبمجرد إتمام عمله الفني نال عقابًا قاسيًا من والده وهذه المعاملة جعلته يعاند ويُصر أكثر على الإستمرار بممارسة الرسم، ثانيها ابن خالته الكبير ناصر سعد الخرجي الذي كان فناناً ونحاتاً ومثقفاً متميزاً في ذلك الوقت، وترك أثره الإيجابي على عبد الجبار، وثالثها اطلاعه على كتاب (علم الحيوان) لأخيه الأكبر في المرحلة الثانوية والذي بدأ منه بالنقل والمحاكاة مما أكسبه مهـارات الرسم الدقيق، أما آخر تلك المصادر التي صقلت موهبته هي وجود المعسكر البريطاني للجنود الألمان والإيطاليين أثناء الحرب العالمية الثانية بالقرب من الزبير، وكانوا يتوافدون على القرية لرسم المآذن والوجوه العربية والمباني البيئية فكان دائم الالتزام معهم، يشاهد ويراقب، وأهداه أحدهم رسم مئذنة فتأملها طويلاً واحتفظت ذاكرته بكيفية الرسم بالألوان المائية، وانتقل إلى البحرين في السادسة من عمره ليعمل ويحاول مواصلة الدراسة، إلا أنه ارتبط بالعمل وبعد عام ونصف انتقل للسعودية بلده الأم ليعمل في مدينة رحيمة بالمنطقة الشرقية، وحرر صفحة أسبوعية أصدرتها جريدة المدينة المنورة عام 1951م لمدة عام ونصف، وبعد عودته من الولايات المتحدة -حيث أكمل دراسته- استقر في مدينة جدة عاملاً في القوات الجوية خلال الأعوام 1952م -1969م، وأثناء ذلك كان ينشر بعض رسوماته في صحيفتي البلاد والمدينة.

## تعليمه
في مدينة الزبير تلقى تعليمه الابتدائي والمتوسط، وأثناء دراسته أظهر قدرات فنية كبيرة وجد من خلالها التشجيع الكبير من معلمي التربية الفنية، كما كان اليحيى محاطًا بجو ثقافي أسهم في ازدهار ثقافته مبكراً فقد أطلع على أعمال كبار الفنانين أمثال ليوناردو دافنشي، مايكل آنجلو، ورفائيل وغيرهم من الفنانين، وكان يحاكي أعمال فناني عصر النهضة والانطباعيين متدربًا ودارساً فأجاد نقلها ومحاكاتها، ثم ابتعث لدراسة الإلكترونيات في الولايات المتحدة الأمريكية، ثم أكمل دراساته في بريطانيا عام 1975.

## أعماله
أقام اليحيى العديد من المعارض الشخصية بالإضافة إلى مشاركته الداخلية والخارجية التي تعد بالمئات ما بين التصميم والرسم والتصوير التشكيلي وهو الغالب على أعماله، فيما ترتكز عادةً أعماله التصويرية على موضوعين، الأول هو التراث والثاني هو المرأة، فبدأ بتصوير الدواب والأزقة في مدينته قبل ظهور النفط ثم تأثر بالثقافة الجديدة بعد النفط، وأخيراً تركزت أعماله على المرأة كعنصر متكرر في أعماله، المغايرة في شكلها وبنائها للموروث المحلي ولكنها من لحمته، وقد تضمنت معظم أعماله علاقات الإنسان بالمحيط كالمنازل والنخيل والأرض.

## أسلوبه
تأثرت توجهاته بقناعات يدافع عنها، وأن يتضمن العمل الفني أبعاد ومعاني تشكلها علاقات العناصر، وأسلوب صياغتها وهو في ذلك استفاد من السريالية والتكعيبية والرمزية، واطلاعه على بعض الإبداعات الهندية وهو في هذه الإتجاهات انصهرت أعماله لتشكل لوحة تحمل المعنى الذي سعى لتحقيقه وعلى خلفية من بساطة في التكوين، وزهد في التلوين، ولقد مر اليحيى بأربع مراحل متداخلة لقرابة أربع عقود، في المرحلة الأولى قدم اليحيى العنصر الإنساني والبيئة المحيطة مثال على هذه المرحلة (لوحة سوق المقيبرة)، أما في المرحلة الثانية ظهر على أعماله تأثير للبنائية التكعيبية، وفي المرحلة الثالثة قام بتقديم الإنسان في أعماله كقيمة خلاقة، أما المرحلة الرابعة فأمضى معظمها خارج البلاد تنوع في استخدامه للسطوح والملامس والتقنيات وغلب على أسلوبه الأسلوب التجريدي، مع بقاء الموضوع مرتكز على العنصر الإنساني فبقي الإنسان في وجدان اليحيا الهدف والرمز والقيمة والحضارة.

## وفاته
توفي يوم الجمعة الموافق 20 رمضان 1435 هـ الموافق 18 يوليو 2014م في مدينة الرياض.